# Mikroregion Três Marias

Mikroregion Três Marias

Mikroregion Três Marias – mikroregion w brazylijskim stanie Minas Gerais należący do mezoregionu Central Mineira.

## Gminy
- Abaeté
- Biquinhas
- Cedro do Abaeté
- Morada Nova de Minas
- Paineiras
- Pompéu
- Três Marias